# Салтанаково
Салтана́ково (рос. Салтанаково) — присілок у складі Томського району Томської області, Росія. Входить до складу Моряковського сільського поселення.

## Населення
Населення — 1 особа (2010; 7 у 2002).
Національний склад (станом на 2002 рік):
- росіяни — 100 %